# 울릉 도동 섬개야광나무와 섬댕강나무 군락
울릉 도동 섬개야광나무와 섬댕강나무 군락은 대한민국 경상북도 울릉군 남면 도동에 있는, 섬개야광나무와 섬댕강나무가 무리 지어 사는 곳이다.

## 섬댕강나무
섬댕강나무(Abelia insularis)는 쌍떡잎식물 산토끼꽃목 인동과의 낙엽관목이다.

### 특징
섬댕강나무의 키는 1m 정도이다. 섬개야광나무와는 달리 줄기에 털이 없으며 잎은 마주나며 달걀 모양이다. 잎의 크기는 4에서 6mm이다. 5~6월에 연한 황색 꽃이 피며 열매는 9월에 익는다.